# Jungermannia comptonii
Jungermannia comptonii là một loài rêu tản trong họ Jungermanniaceae. Loài này được (Pearson) H.A. Mill. miêu tả khoa học lần đầu tiên năm 1981.